# زيناب
زيناب هي قرية في مقاطعة شبستر، إيران. عدد سكان هذه القرية هو 1,257 في سنة 2006.